# Biblioteca nazionale della Cina
La Biblioteca nazionale della Cina (中国国家图书馆) si trova a Pechino. È la più grande biblioteca asiatica e una delle più grandi al mondo con i suoi ventitré milioni di volumi. Comprende la più estesa e una delle più ricche raccolte di letteratura e documenti storici cinesi al mondo.

## Storia
La Biblioteca nazionale della Cina venne fondata dalla dinastia Qing il 24 aprile 1909 con il nome di Biblioteca Capitale. Fu la prima biblioteca formalmente aperta dopo la rivoluzione Xinhai, nel 1912. Nel 1916 la biblioteca diventò biblioteca depositaria. Nel luglio del 1928 il suo nome venne cambiato in Biblioteca Nazionale di Pechino, e successivamente acquisì quello attuale.

## La collezione
La collezione della Biblioteca Nazionale Cinese comprende volumi ed archivi dalla Biblioteca Imperiale Weyunange della dinastia Qing che, a sua volta, comprende libri e manoscritti della biblioteca della dinastia Song meridionale. La biblioteca contiene anche gusci di tartaruga e ossa inscritti, antichi manoscritti e volumi stampati con cliché. Tra le più preziose collezioni della Biblioteca Nazionale vi sono i rari documenti delle passate dinastie della storia cinese, pubblicazioni ufficiali delle Nazioni Unite e dei precedenti governi, ed una raccolta di letteratura e materiali in più di centoquindici lingue.
Oggetti e collezioni degni di nota sono:
- Una raccolta di più di 270.000 antichi e rari libri cinesi e documenti storici, e più di 1.640.000 libri thread-bound tradizionali cinesi;[2]
- più di 35.000 iscrizioni su ossa oracolari e gusci di tartaruga della dinastia Shang (XVI-XI secolo a.C.)[2][9]
- più di 16.000 volumi di preziosi documenti storici cinesi e manoscritti dalle Cave di Mogao a Dunhuang;[2]
- copie di sutra buddhiste del VI secolo;[8]
- vecchie mappe, schemi e ricalchi di antiche iscrizioni su metallo e pietra;[8]
- rare copie di antichi manoscritti e libri dell'epoca delle Cinque dinastie, tra cui un grande numero di raccolte di antichi manoscritti su vari soggetti;
- libri e archivi dalle biblioteche imperiali della dinastia Song (c. 1127)[9]
- la copia più completa dell'Enciclopedia Yongle;[8][10]
- una copia della Siku Quanshu (una raccolta di testi di eruditi cinesi) della dinastia Qing;[8]
- un'essenziale raccolta di letteratura e volumi vari dalle università della dinastia Qing e da famosi collezionisti privati.[9]

L'attuale direttore è Zhan Furui.

## Trasporti
- / 
 / 
 / 
 / 
 − raggiungibile tramite la stazione di Biblioteca nazionale della linea 4-Daxing, linea 9, linea 16 e linea Fangshan della metropolitana di Pechino.